# Pavel Pumprla
Pavel Pumprla (Zábřeh, 13 de junho de 1986) é um basquetebolista profissional checo que atualmente joga pelo ČEZ Basketball Nymburk disputando a Liga Checa e a Liga dos Campeões. O atleta que possui 1,98 joga na posição ala. 

## Clubes
- Vice-campeão da Copa da República Checa e da Liga Checa com o BK Prostejov
- 3x  Campeão da Copa da República Checa e da Liga Checa com o ČEZ Nymburk